# Convair 990
Il Convair 990 Coronado è stato un aereo di linea prodotto negli anni '60 dalla Convair (o Consolidated), una divisione della General Dynamics. 
Prodotto in seguito a una richiesta della American Airlines, si tratta nei fatti di una versione allungata di tre metri del suo predecessore Convair 880.

## Storia del progetto
Essendo alla ricerca di un aereo adatto ai voli senza scalo tra New York e Los Angeles, la compagnia American Airlines chiese al costruttore Convair un adattamento del suo modello 880. Quest'ultimo era il più piccolo degli aerei di linea a reazione americani della prima generazione (gli altri erano il McDonnell Douglas DC 8 e il Boeing 707) e la AA desiderava un modello con maggiore capacità. Il nuovo CV-990 entrò in produzione dal 1961.
Tuttavia le prime versioni del 990 non rispondevano alle richieste della American Airlines in quanto ancora troppo piccoli per il traffico crescente e di conseguenza ridusse gli ordini. 
Già a partire dal 1967, la compagnia rivendette i suoi 990 a vantaggio del Boeing 707 e del suo derivato 720, più adatti grazie alla loro maggiore capacità di trasporto passeggeri.
Di conseguenza, la quota di mercato del 990 diminuì rapidamente a vantaggio di quella dei Boeing 720 e dei 727 e la produzione fu fermata già a partire dal 1963. 
Solamente 37 unità uscirono dagli stabilimenti texani di Fort Worth, ai quali conviene aggiungere i 65 CV-880. 
L'insuccesso del programma ebbe la conseguenza di provocare la più grossa perdita finanziaria nella storia della Convair e minacciò seriamente l'impresa di fallimento.

### Concezione e specifiche tecniche
In rapporto al Convair 880, la sua fusoliera era più lunga di 3 metri, il che permise di aumentare il numero dei sedili tra 96 e 121 a seconda delle configurazioni (i sedili dell'880 erano tra 88 e 110), ma tale capacità restò sensibilmente inferiore agli aerei a lungo raggio contemporanei Boeing 707 (da 110 a 189 sedili) e Douglas DC-8 (da 105 a 173). Il CV-990 possedeva tuttavia una velocità di crociera superiore di circa 25/35 miglia all'ora rispetto ai concorrenti.
Oltre all'allungamento della fusoliera, la principale modifica, dalla quale si distingueva facilmente un 990 da un 880 fu l'aggiunta sul bordo superiore delle ali di grosse protuberanze tondeggianti e allungate soprannominate carote di Küchemann (dal nome del loro inventore, Dietrich Küchemann, ingegnere presso la Convair). 
Questo dispositivo permetteva di ridurre l'attrito alle velocità subsoniche e d'aumentare così la velocità fino a mach 0,91, facendo del 990 l'aereo di linea più veloce del mondo al momento della sua messa in servizio. 
Fu previsto di utilizzare tali appendici come ulteriori serbatoi di carburante supplementari ma le forti vibrazioni che si verificarono durante le prove di volo fecero abbandonare il progetto.
Modifiche furono ugualmente fatte a livello dei motori. I nuovi turboreattori General Electric CJ-805-23s erano, come quelli dell'880, una versione civile e semplificata del motore J79 del caccia F-4 Phantom II. 
Tuttavia, come il J-79, il CJ-805-23s produceva una grandissima quantità di fumo (anche secondo lo standard dell'epoca), cosa che diede al 990 una cattiva reputazione. 
Si ricordano episodi in cui testimoni del decollo di un 990 hanno chiamato i servizi di soccorso, temendo che si fosse verificato un incendio a bordo.
Nonostante ciò il 990 si è dimostrato negli anni un aereo robusto e longevo tanto che gli ultimi esemplari hanno cessato il servizio nelle compagnie charter solo alla fine degli anni '90 e per lo più solo per i problemi dovuti alla ben nota fumosità che ne hanno decretato l'esclusione da un numero sempre maggiore di aeroporti.

## Utilizzatori

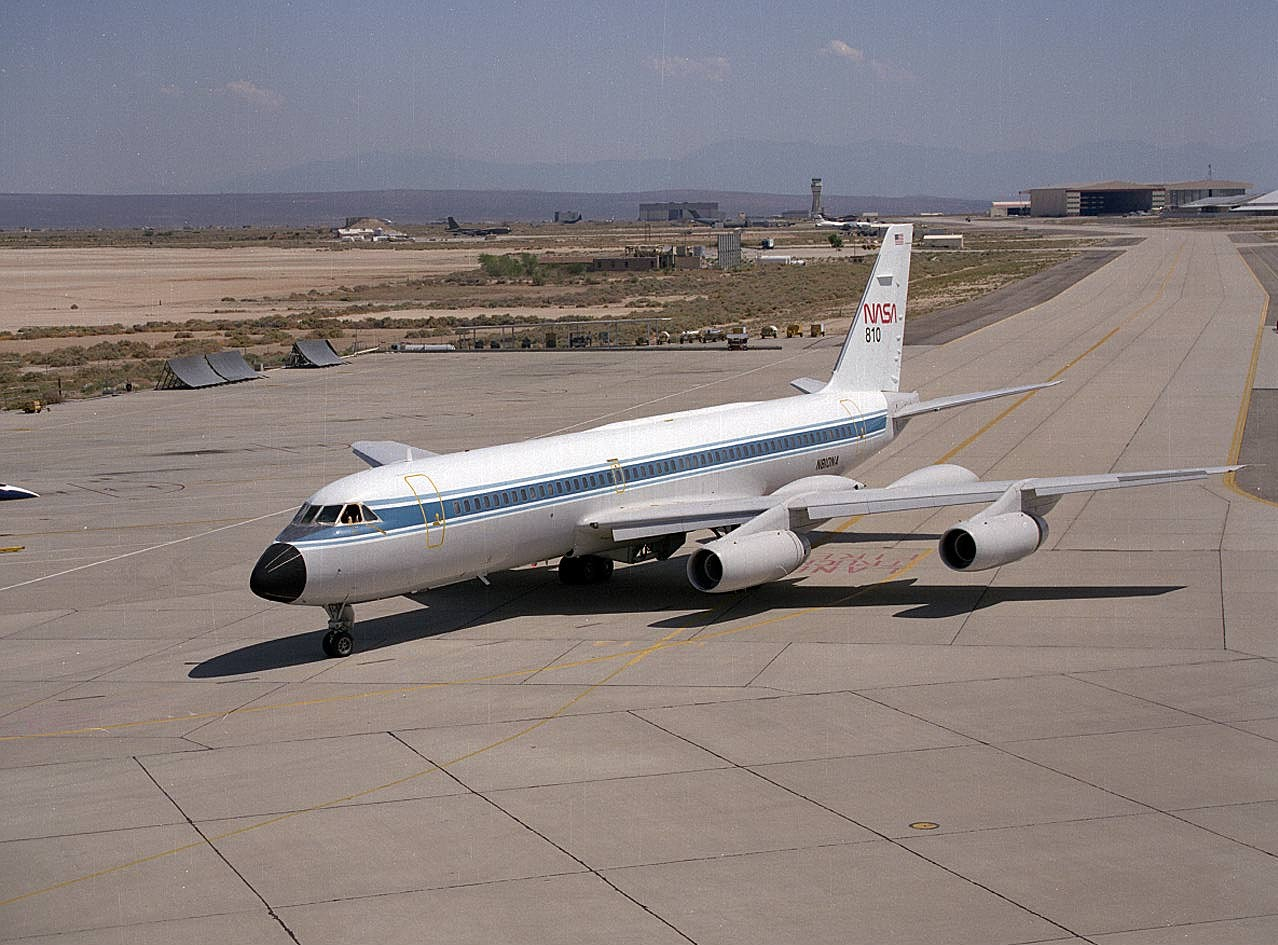
Convair 990 NASA

### Civili
- Aerolíneas Argentinas
- Aerolineas Peruanas SA
- Air France
- Alaska Airlines
- American Airlines
- AREA Ecuador
- Cathay Pacific
- Ciskei International Airways
- Denver Ports of Call
- Garuda Indonesia
- Lebanese International Airways
- Middle East Airlines
- Modern Air Transport
- Nomads Travel Club
- Nordair
- SAS
- Spantax
- Swissair
- Thai Airways International
- Varig / REAL Aerovias

### Governativi
Stati Uniti
- NASA

## Esemplari attualmente esistenti
Sui 37 costruiti, alcuni esemplari del 990 sono arrivati ai nostri giorni, fra i quali un ex-Swissair immatricolato HB-ICC esposto al Museo svizzero dei trasporti a Lucerna.
Due altri sono di proprietà della base di lancio missilistica di Mojave in California, uno è esposto all'entrata dell'aeroporto, l'altro è utilizzato come set per film e per produzioni televisive. Un ultimo esemplare si trova all'aeroporto di Palma di Maiorca, ma può essere considerato come un relitto.